# Jonathon Porritt
Pour les articles homonymes, voir Porritt.
Sir Jonathon Porritt, né le 6 juillet 1950 à Londres, est un écrivain, journaliste, vulgarisateur et commentateur spécialisé des thématiques du développement durable.
C'est aussi un prospectiviste anglais. Il est conseiller du gouvernement anglais et du monde économique intéressé par le développement durable.

## Biographie
En 1996 Il a fondé le « Forum for the Future ». Ce forum de prospective existe toujours et fonctionne comme une ONG indépendante travaillant à produire des documents et scenarios d'aide et conseil pour les décideurs économiques et politiques anglais.  En 2009, il est encore le directeur de ce forum qui emploie 70 personnes et est associé à plus de 100 organisations partenaires, dont certaines comptent comme les plus grandes entreprises du monde. 
En décembre 1999, il devient membre du conseil d'administration de la South West Regional Development Agency ;
En juillet 2000, il est nommé par le Premier ministre président de la « Commission du développement soutenable » du Royaume-Uni (UK Sustainable Development Commission) qui est la principale source indépendant de conseils pour le gouvernement anglais sur l'ensemble de son programme de développement durable ;
Il est aussi codirecteur d'un programme intitulé « Prince of Wales's Business and Environment Programme » qui organise des séminaires de dirigeants à Cambridge, Salzbourg, en Afrique du Sud et aux États-Unis. 
En 2005, il est nommé directeur (non-exécutif) de la Wessex Water (en), et devient administrateur de l'Ashden Awards for Sustainable Energy. 

### Activités associatives dans le domaine de la protection de l'environnement
- Il a dirigé la section anglaise des Amis de la Terre (de 1984 à 1990)
- Il a été administrateur du WWF au Royaume-Uni (de 1991 à 2005).
- Il a joué un rôle politique  comme coprésident du Parti vert (Royaume-Uni) (de 1980 à 1983) et il en est toujours membre.
- Il a été président de l'UNED-UK (1993-1996),
- Il a présidé le « Sustainability South West, the South West Round Table for Sustainable Development » de 1999 à 2001);